# Вароша
Вароша (греч. Βαρώσια, тур. Maraş) — квартал в городе Фамагусте на Кипре. До турецкого вторжения являлся популярным туристическим местом, а затем стал «городом-призраком». Находится под охраной (но был разграблен), туристам вход разрешен ежедневно с 8:00 до 17:00.
В 1960-х и 1970-х годах Фамагуста была основным туристическим центром на Кипре. В связи с растущим числом туристов в городе было построено множество новых гостиниц и туристических объектов, и особенно много их появилось в Вароше. В период с 1970 по 1974 год город был на пике своей популярности и пользовался признанием многих известных особ того времени. Среди звёзд, которые его посетили, были Элизабет Тейлор, Ричард Бартон, Ракель Уэлч и Брижит Бардо. В Вароше размещалось много современных отелей, а на его улицах располагалось большое количество развлекательных заведений, баров, ресторанов и ночных клубов. Один из отелей Вароши был введен в действие всего за три дня до того, как город был оставлен жителями. Часть гостиничных комплексов Вароши до сих пор юридически является частной собственностью граждан из 20 стран мира.

## История
20 июля 1974 года турецкая армия вторглась на Кипр в ответ на политический переворот в стране, а 15 августа того же года турки заняли Фамагусту. В результате этих действий страна оказалась расколота на две части: греческую и турецкую. Проживавшим в Вароше грекам было предписано покинуть город в течение суток, взяв с собой только то, что они смогут унести на себе, и с тех пор возвращение в квартал им запрещено. До 1990-х годов вход в район был запрещён для журналистов.

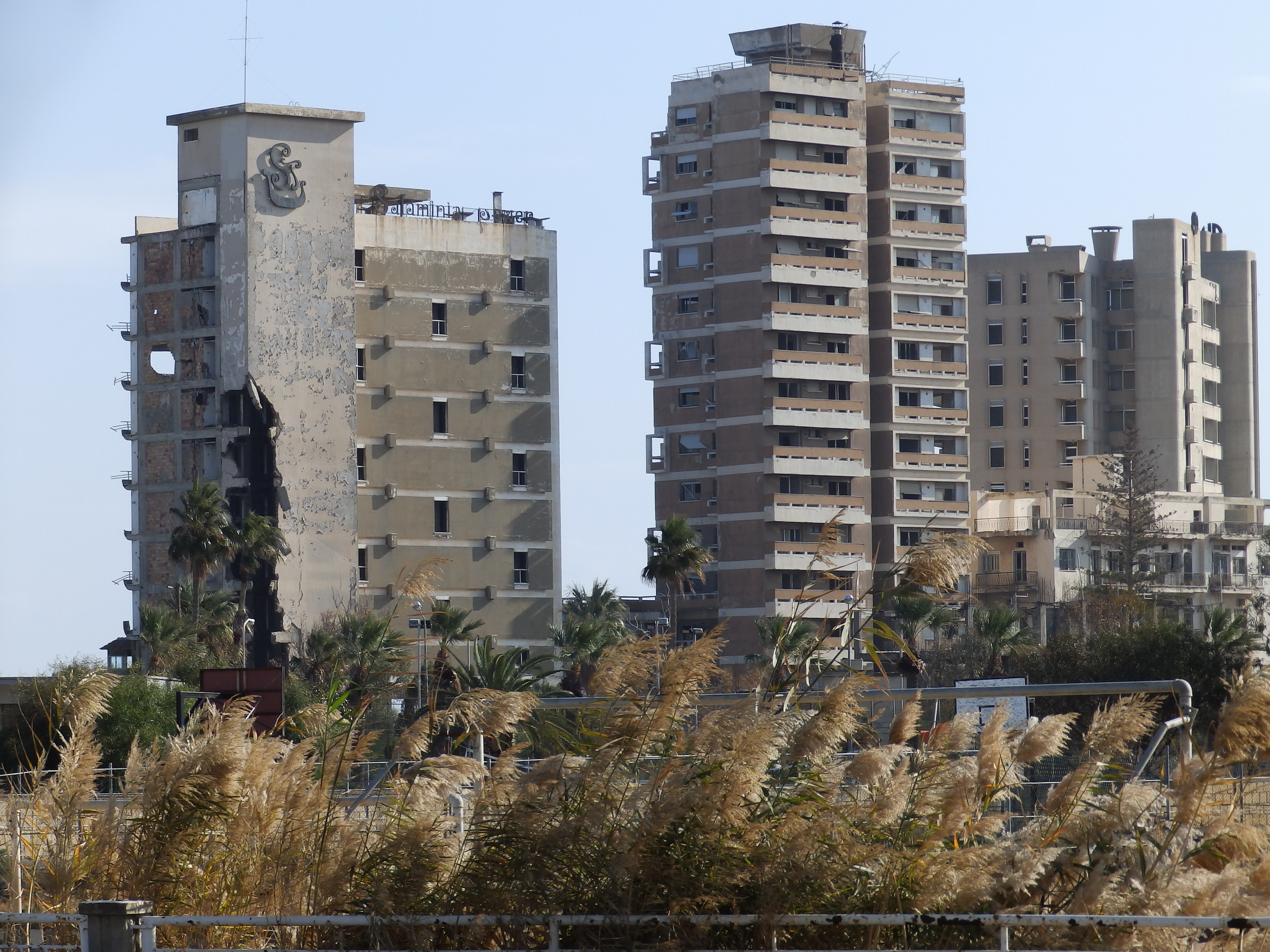
Отели в Вароше

Причиной, по которой Вароша остается заброшенной территорией, является резолюция Совета безопасности ООН 550, принятая в мае 1984 года. В этой резолюции, в частности, утверждается: «Попытки заселения любой части квартала Вароша кем-либо, кроме её жителей, недопустимы».
Поскольку никаких ремонтов за всё это время там не производилось, все здания постепенно разрушаются. Природа постепенно опять отвоёвывает свои территории, так как металл ржавеет, а многочисленные деревья и прочие растения заполняют его улицы. Шведский журналист Ян Олаф Бенгтсон, посетивший шведский батальон миротворческих сил ООН, и увидевший закрытый район, назвал его «городом-призраком»:
Асфальт на улицах потрескался от солнечного жара, и посреди дороги растут кусты. Сейчас, в сентябре 1977, обеденные столы всё ещё накрыты, в прачечных всё ещё висит одежда, а лампы ещё горят. Фамагуста — город-призрак.
Вскоре после закрытия квартал был разграблен сначала турецкими военными, увозившими на материк мебель, телевизоры и посуду, а затем жителями близлежащих улиц, уносившими всё, что не понадобилось солдатам и офицерам оккупационной армии.
План Аннана в 2004 году предусматривал возвращение Вароши грекам, но в итоге этого так и не произошло, потому что этот план в целом был отвергнут греками-киприотами. Около 75 % греков-киприотов высказались против плана Аннана, который, в свою очередь, поддержали 65 % турок-киприотов.
Накануне президентских выборов на Северном Кипре 2020 года премьер-министр непризнанного государства Эрсин Татар анонсировал открытие пляжной зоны Вароши. В ответ его заместитель Кудрет Озерсай назвал это не более чем предвыборным ходом Татара и вывел свою Народную партию из правительства, что привело к падению кабинета. 8 октября 2020 года части Вароши были открыты, а в следующем месяце город посетил президент Турции Реджеп Тайип Эрдоган. Генеральный секретарь ООН и представители ЕС высказали опасения по поводу действий Турции и Северного Кипра.
Европейский суд по правам человека присудил от 100 000 до 8 000 000 евро восьми грекам-киприотам за то, что они были лишены своих домов и имущества в результате вторжения 1974 года. Суд постановил, что в деле восьми заявителей Турция нарушила статью 1 Протокола 1 Европейской конвенции о правах человека о праве на беспрепятственное пользование своим имуществом, а в случае семи заявителей Турция нарушила статью 8 о праве на уважение частной и семейной жизни.

## Повторное открытие
По данным переписи населения Северного Кипра 2011 года, население Вароши составляло 226 человек. В 2017 году пляж Вароша был открыт исключительно для турок (как турок-киприотов, так и граждан Турции). В 2019 году правительство Северного Кипра объявило, что откроет Варошу для заселения. 14 ноября 2019 года Эрсин Татар, премьер-министр Северного Кипра, объявил, что Северный Кипр намерен открыть Варошу к концу 2020 года.
9 декабря 2019 года Ибрагим Бентер, генеральный директор администрации религиозного фонда турок-киприотов EVKAF, заявил, что Вароша принадлежит EVKAF. Бентер сказал, что «EVKAF может подписать контракты об аренде с греками-киприотами, если они признают, что огороженный город принадлежит Evkaf». В октябре 2020 года президент Турции Реджеп Тайип Эрдоган вместе с премьер-министром самопровозглашенной Турецкой Республики Северного Кипра Эрсин Татар, приказал вновь открыть Варошу.
Почти сразу же, 9 числа того же месяца, Совет Безопасности Организации Объединенных Наций подтвердил статус Вароши, установленный в предыдущих резолюциях Совета Безопасности Организации Объединённых Наций, включая резолюцию 550 (1984) и резолюцию 789 (1992). Кроме того, он подтвердил, что в отношении этого населенного пункта не должны предприниматься никакие действия, которые не соответствуют этим резолюциям.
27 ноября Европейский парламент призвал Турцию отменить свое решение вновь открыть часть Вароши и возобновить переговоры, направленные на решение кипрского вопроса на основе двухобщинной и двухзональной федерации, и призвал Европейский Союз ввести санкции против Турции, если ничего не изменится. Турция отклонила резолюцию, добавив, что она будет продолжать защищать как свои права, так и права турок-киприотов. Президент Турецкой Республики Северного Кипра также осудил резолюцию. 20 июля 2021 года Татар, президент Северного Кипра, объявил о начале второго этапа открытия Вароши. Он призвал греков-киприотов обращаться в Комиссию по недвижимости Турецкой Республики Северного Кипра с просьбой вернуть свою собственность, если они имеют такие права.
Мечеть Билал-ага, построенная в 1821 году и выведенная из эксплуатации в 1974 году, была вновь открыта 23 июля 2021 года.
В ответ на решение правительства Северного Кипра в заявлении Председателя Совета Безопасности Организации Объединенных Наций от 23 июля говорится, что поселение в любой части заброшенного кипрского пригорода Вароша лицами, не являющимися его жителями, «недопустимо». В тот же день Турция отвергла заявление Председателя Совета Безопасности ООН по Вароше и заявила, что эти заявления основаны на пропаганде греков-киприотов, являются безосновательными и не соответствуют реалиям острова. В октябре 2022 года турки-киприоты объявили об открытии в городе государственных учреждений.

## Галерея

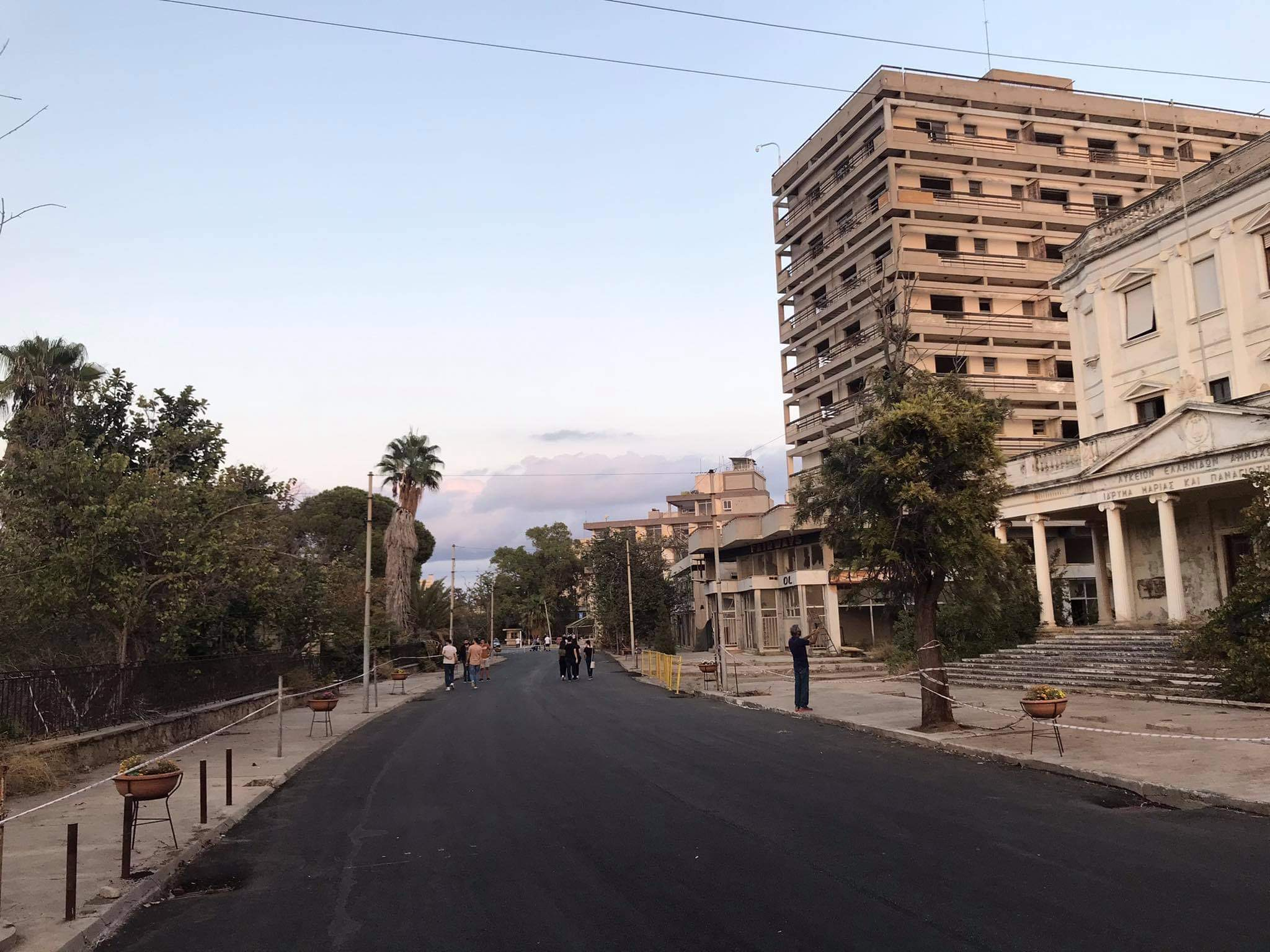
Недавно заасфальтированная дорога, улица Демократии и заброшенные здания после открытия в 2020 году (белое здание справа — старая художественная школа)
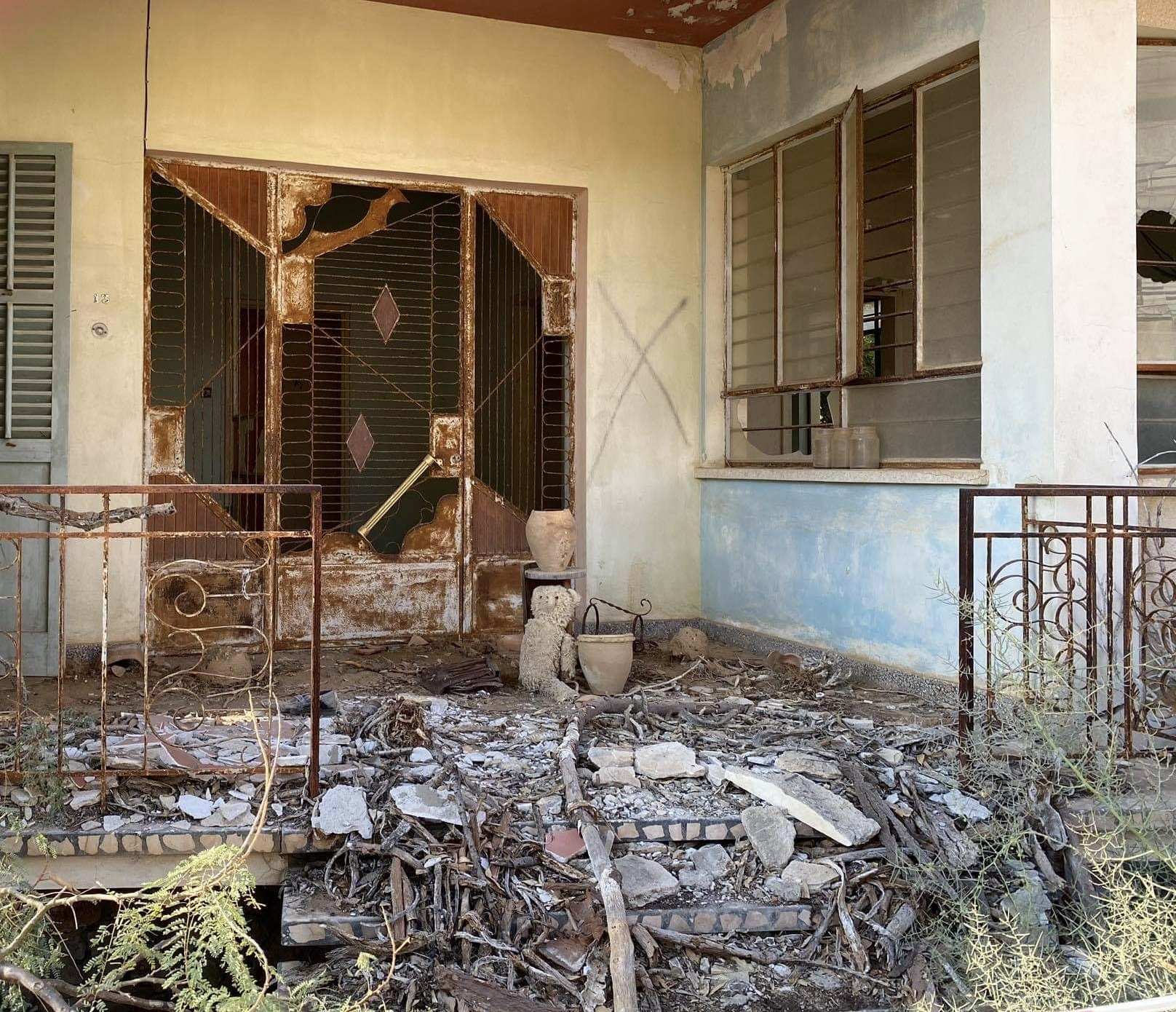
Заброшенный дом в Вароше; перед домом стоит потертый плюшевый мишка.
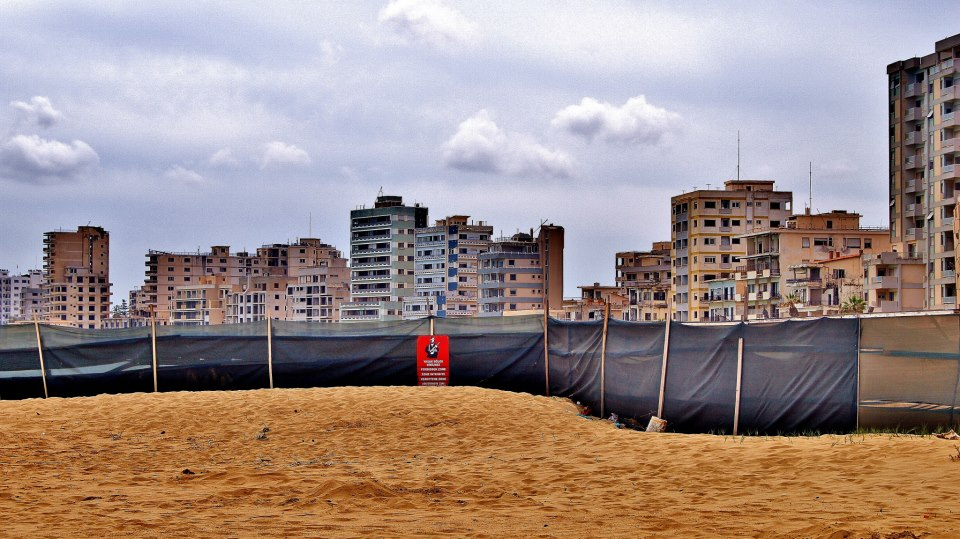
На переднем плане забор, отделяющий Варошу от доступной части Фамагустской бухты.
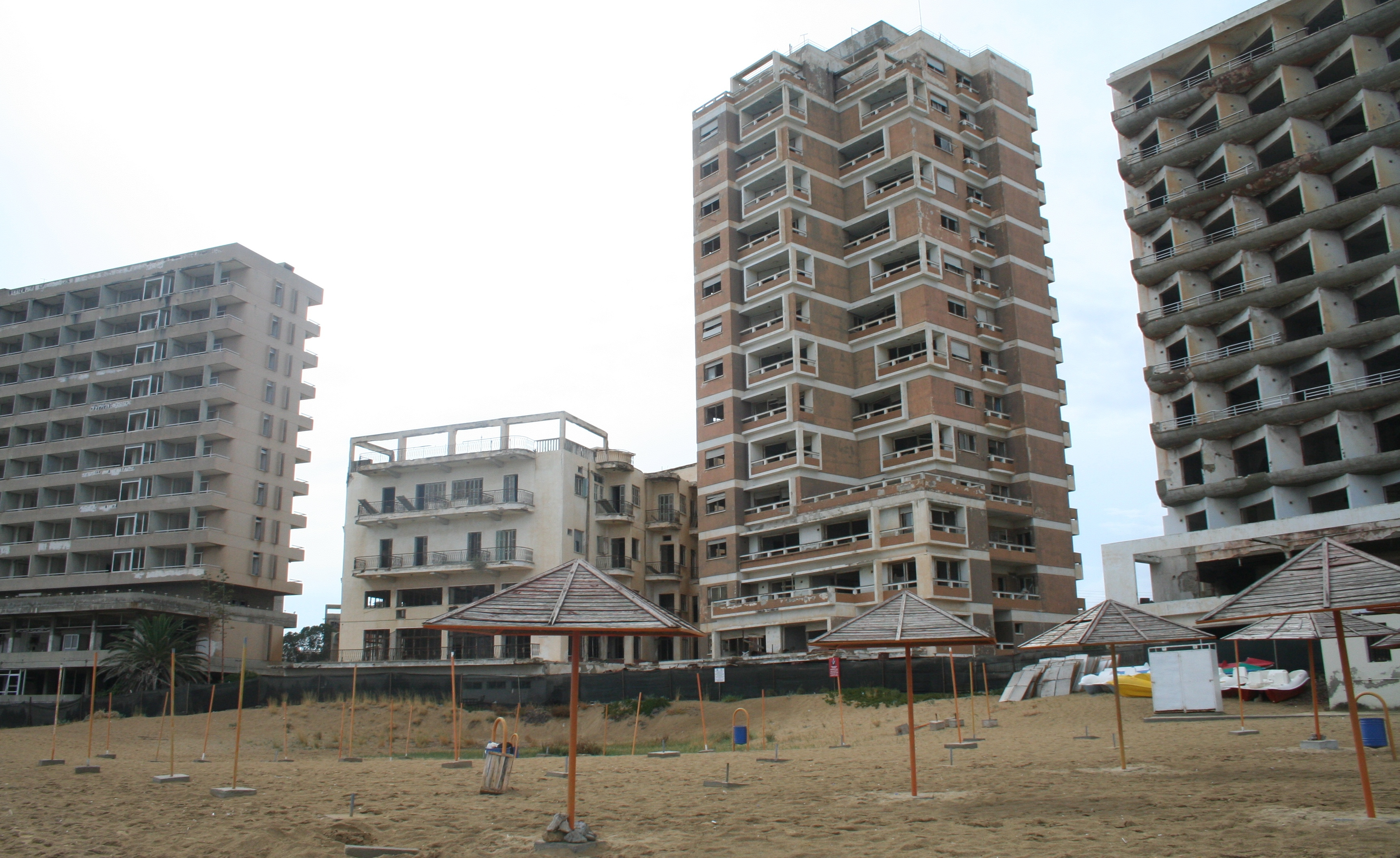
Заброшенные отели Вароши